# Антиох (отец Селевка I Никатора)
Антиох (др.-греч. Ἀντίοχος, IV век до н. э.) — отец Селевка I.
По мнению Дж. Д. Грейнджер, С. В. Смирнова, Антиох происходил из знатного рода, так как его сын, будущий Селевк I, в подростковом возрасте был взят в корпус царских пажей, которыми становились дети только знатных или прославившихся родителей. Также исследователи отметили, что согласно македонской традиции имянаречения отец Антиоха, по всей видимости, носил имя Селевк. У этого Селевка помимо Антиоха мог быть также сын по имени Птолемей, упомянутый несколько раз Аррианом. По свидетельству Юстина, опиравшемуся, скорее всего, на данные Иеронима из Кардии, Антиох был «одним из славнейших полководцев» царя Филиппа II. С. В. Смирнов, указал, что, наверняка, Антиох принимал участие в успешной войне македонян против пеонов.
Женой Антиоха была Лаодика. В этом браке кроме Селевка, появившегося на свет примерно в середине 50-х годов IV века до н. э., также, возможно, родилась дочь Дидимея, о которой писал Иоанн Малала.
В честь отца Селевк I назвал своего старшего сына, а также, согласно Аппиану, 16 городов, в том числе одну из столиц своего государства — Антиохию-на-Оронте.